# Kamagorgon ulanovi
Kamagorgon ulanovi és una espècie extinta de sinàpsid gorgonop, possiblement de la família dels ftinosúquids, que visqué en allò que avui és l'Europa oriental durant el Permià, fa entre 268 i 279,5 milions d'anys. Se n'han trobat restes fòssils a Udmúrtia (Rússia). És conegut a partir d'un sol crani incomplet. La llargada del crani, de fins a 40-45 cm, indica que era un animal gros. En un primer moment fou descrit com un biarmosuc eotitanosúquid. El nom genèric Kamagorgon significa ‘gòrgona del Kama’, mentre que el nom específic ulanovi fou elegit en honor del geòleg rus Ievgueni Ulànov.